# 8,8 cm Panzerjäger 43/3 (L/71) Jagdpanther
8,8 cm Panzerjäger 43/3 (L/71) Jagdpanther (bland flera olika namn) var en tung pansarvärnskanonvagn utvecklad i Nazityskland på Panzer V Panther-chassit som var i bruk under andra världskrigets slut.

## Utveckling
Jagdpanther togs fram på våren 1943 på grund av ett skriande behov av pansarvärnskanonvagnar. Den representerade en förändring i det tyska tänkadet om "Panzerjäger" som tidigare varit hastiga improvisationer och konverteringar. Jagdpanther blev den första Panzerjäger som byggdes på det bästa tillgängliga chassi som fanns i några kvantiteter och i och med detta hoppades man att produktionen skulle kunna möta upp mot efterfrågan. Chassit i fråga blev Panthers, som användes nästan utan modifikationer. Prototypen, döpt till Panzerjäger Panther visades för Adolf Hitler i oktober 1943. Han bestämde att namnet skulle vara Jagdpanther och fick ett personligt intresse av vagnen och gav produktionen prioritet.
Jagdpanther byggdes vid MIAGs fabrik i Braunschweig och Brandenburg Eisenwerk Kirchmöser i Brandenburg. Enligt planen skulle man bygga 150 vagnar per månad, men man kom aldrig ens i närheten av denna siffra på grund av de allierades bombningar av fabrikerna och infrastrukturen. Endast 382 vagnar hann byggas innan kriget tog slut och flera av dem blev aldrig levererade.

## Egenskaper

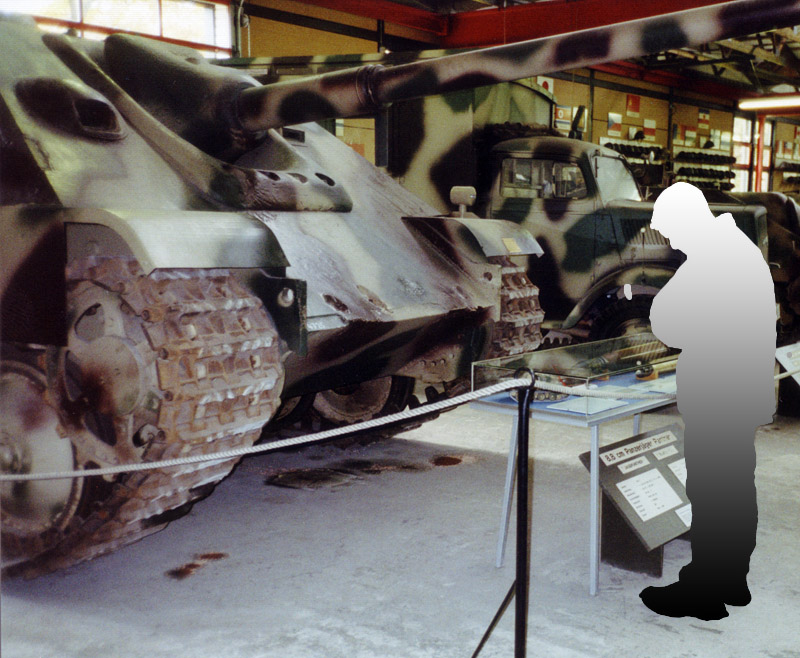
Storleksjämförelse.

Jagdpanther utrustades med en 88 mm pansarvärnskanon Pak 43 L/71 som kunde slå ut alla allierade och sovjetiska stridsvagnar, inklusive JS-2 (även om det krävdes en sidoträff på den för att helt säkerställa att den slogs ut). Den 7,3 kg tunga pansarprojektilen kunde slå igenom 226 mm tjockt sluttande pansar på 450 meters avstånd och den kunde slå ut eller svårt skada de flesta allierade vagnar på över 1 000 meters avstånd. Planer fanns på att uppgradera kanonen till en pansarvärnspjäs på 128 mm, men kriget tog slut innan de kunde sättas i verket. Jagdpanther hade plats för 60 granater.
För närskydd hade Jagdpanther en 7,92 mm MG34 eller MG42 monterad till höger om kanonen.
Pansaret på Jagdpanther var sluttande i fronten och på sidorna. Överbyggnaden fortsatte i samma linje som Panthers chassi. Pansaret i fronten var 80 mm tjockt och lutade i 35 graders vinkel. Runt kanonen placerades en 120 mm tjock pansarkrage som hade som syfte att minska sannolikheten för att en inkommande projektil gör en ricochet mot frontpansaret och studsar in under kanonen. Så kallade "shot-traps" är ett vanligt problem i stridsvagns och pansarvärnskanons design, en projektil som finner sig in i en "shot-trap"  kan göra även ett mycket väl bepansrat fordon obrukbart, då dessa ofta finner sig vid den relativt ömtåliga kanonen eller mellan tornet och chassit. Skott vid eller in i dessa områden leder i högre grad till behov av reparationer, om det antas vara en icke-penetrerande träff. Överbyggnadens sidor var 50 mm tjocka och lutade i 60 grader medan chassits sidor var 40 mm tjockt och lodrätt, dock försett med pansarkjolar för banden. Baksidan hade 40 mm pansar.
Stridsfordonet hade en besättning om fem man: vagnchef, skytt, laddare, radiooperatör/ksp-skytt och förare.

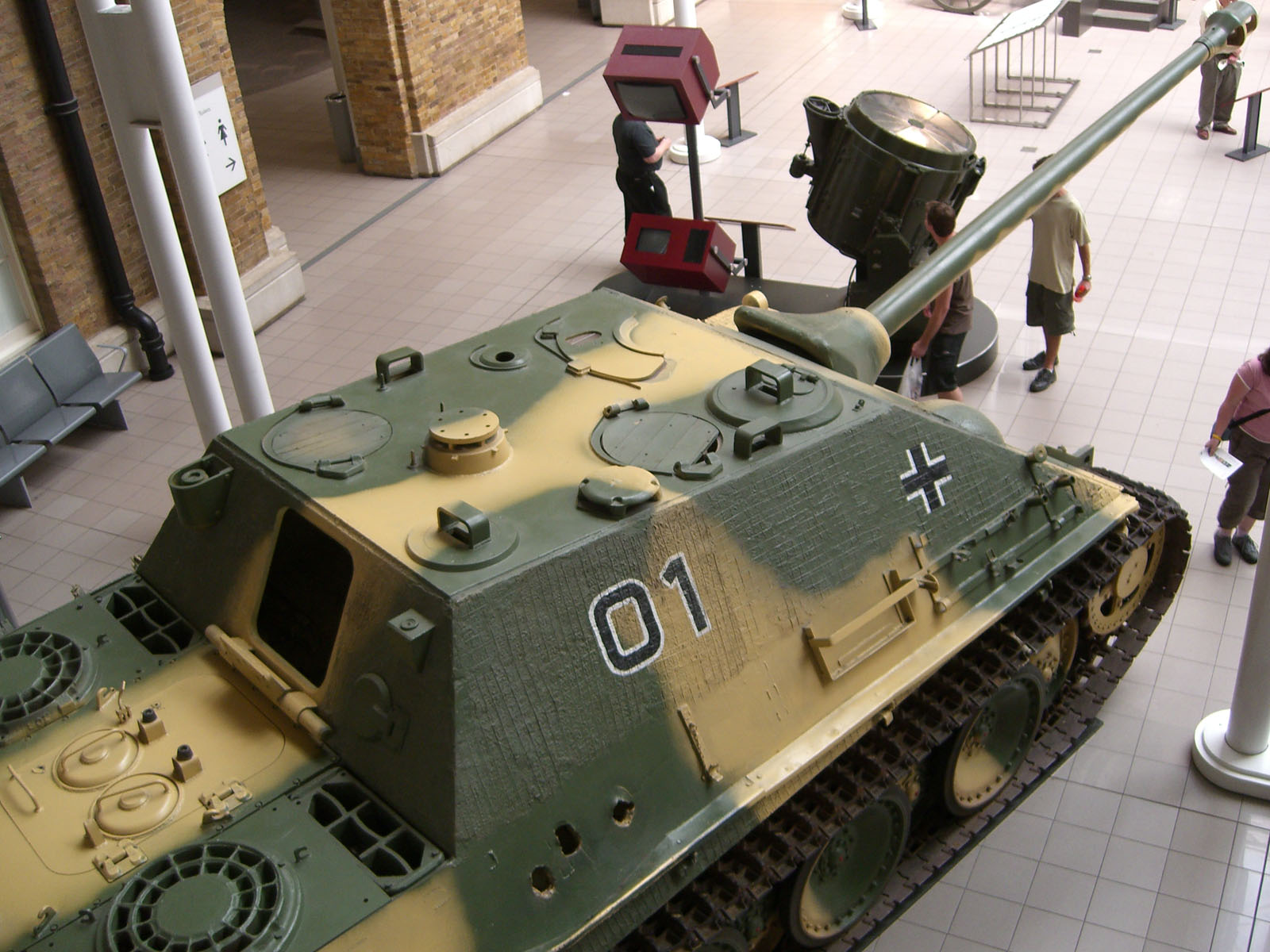
Jagdpanther i lobbyn på Imperial War Museum.

Jagdpanther hade samma drivning och upphängning som Panther. Motorn var en 23,88 liters Maybach HL 230 på 700 hästkrafter som dock var strypt till 650 hk vid 2 500 varv/minut (447-522 kW). Motorn drev vagnen via en ZF AK 7-400 växellåda med sju växlar framåt och en bakåt. Tanken rymde 720 liter bensin och räckvidden var 160 km. Fjädringen bestod av torsionsstänger och vagnen hade åtta överlappande hjul på var sida, med drivhjulet fram och spännhjulet bak.

## Varianter
Det finns bara en officiell variant av Jagdpanther, men avbrott i produktionen gjorde att flera inofficiella varianter skapades, dock till största delen med samma utseende. Tidiga vagnar hade en mycket mindre pansarkrage framför kanonen medan senare vagnar fick en stor påbultad skyddskrage . Sena vagnar fick också en tvådelad kanon som lättare kunde bytas ut när den hade blivit utsliten. Verktygens placering på utsidan varierade också stort.

## Organisation
Jagdpanther blev på grund av sitt antal aldrig insatt i några större formationer, utan ägnades åt försvarsstrid. Jagdpanther organiserades i fristående tunga pansarvärnsbataljoner men ingick även, i mindre antal, i pansardivisionerna på grund av bristen på stridsvagnar.

## I strid
Trots sitt begränsade antal blev Jagdpanther snabbt viktig på slagfältet. Vagnens relativt låga profil gjorde att den var mycket lämpad för försvarsstrid, med ett pansar som stod emot merparten av den ammunition de allierade hade samt en kanon som kunde penetrera i stort sett alla allierade stridsvagnar. Det hände allt som oftast att en enda eller en liten grupp av Jagdpanther satte stopp för de allierades framryckningar med pansar under långa tidsperioder. Avsaknaden av vridbart torn var ett mindre hinder, eftersom vagnen användes uteslutande för försvar. I anfallsstrid hade detta blivit en större brist.
De flesta Jagdpanther tjänstgjorde på östfronten, men en stor del koncentrerades i väst för Ardenneroffensiven. Första gången de allierade stötte på den var i Slaget om Normandie där 654:e tunga pansarvärnsbataljonen ställde upp 12 Jagdpanther mot de brittiska styrkorna.

## Bevarade exemplar
- Imperial War Museum (Storbritannien)
- Munster stridsvagnsmuseum (Tyskland)
- Musée des Blindés (Frankrike)